# Aliment fonctionnel
 (octobre 2020).
- Si vous ne connaissez pas le sujet, laissez ce bandeau (vous pouvez alors contacter les auteurs).
- Si vous supprimez le contenu mis en cause (vous pouvez préalablement contacter les auteurs),

argumentez précisément cette suppression dans la page de discussion
(un manque de référence n'est pas un argument ; une recherche réelle de référence doit avoir été effectuée, être formellement documentée).

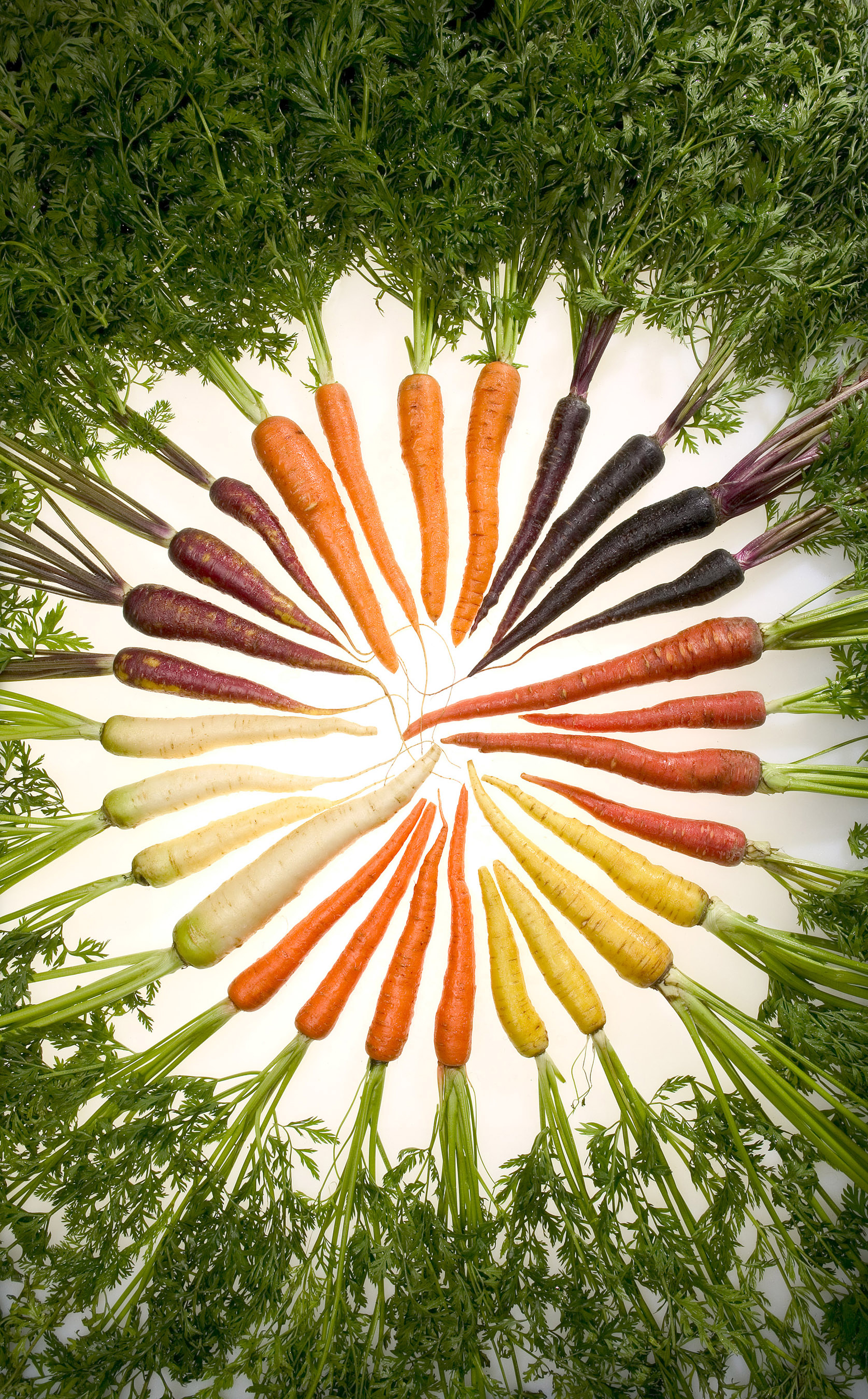
Les carottes bénéficient d'une image de légume santé et pourraient être considérées comme un aliment fonctionnel, selon des études scientifiques mettant en évidence leur richesse en caroténoïdes et en fibres. Les carottes pourpres, par la présence des anthocyanes en complément parfois des caroténoïdes, présentent une capacité antioxydante bien supérieure aux carottes habituellement consommées.

Un aliment fonctionnel (traduction du terme anglais « functional food), appelé aussi alicament (terme notamment utilisé en France) ou médicaliment, désigne un aliment qui contient des « composants classifiés ou non comme nutriments, reconnus capables d'influencer une grande diversité de fonctions impliquées dans l'état de bien-être et de santé ou la réduction du risque des maladies ». C'est une notion récente issue d'une tendance à exiger de l'alimentation des qualités nutritionnelles ou organoleptiques, mais aussi d'amélioration de la santé. Pour Roberfroid ( 2000), « un aliment est dit « fonctionnel » s’il possède des effets sur une ou plusieurs fonctions cibles du corps, au-delà de ses atouts nutritifs, améliorant l’état de bien-être ou l’état de santé des individus, ou réduisant le risque d’une maladie ».
Il peut s'agir d'aliments naturels contenant certaines molécules actives ou d'aliments industriels artificiellement enrichis en ingrédients (composés appelés nutraceutiques ou nutriceutiques, désignant les substance extraites d'un aliment et vendues sous forme de supplément, appelés aussi ingrédients fonctionnels).

## Alicaments industriels
- Les aliments enrichis en oméga-3, en calcium, en probiotiques.
- Les aliments destinés à réguler le transit (« Bifidus actif » et autres).
- Certains laits fermentés à boire contiennent, en plus des deux ferments traditionnels du yaourt, un probiotique spécifique qui contribuerait au bon équilibre de la flore intestinale. Voir Yakult ou Actimel.

Ces allégations santé provenant de l'industrie alimentaire, il est permis de douter de leur véracité, notamment concernant la supériorité de ces aliments sur d'autres plus classiques (un simple yaourt ou un fromage). Le plus souvent, les substances vantées dans le produit sont de simples inventions de publicitaires et les formules chimiques savantes qui les nomment sont de simples marques déposées aux noms fantaisistes (comme les « bifidofibres » du sucre Beghin Say). Et, même si des études scientifiques aboutissant à la fabrication d'alicaments sont sérieuses et bien établies, les alicaments échappent à tous les contrôles que subit un médicament avant et après sa mise sur le marché.

## Alicaments naturels
Certains végétaux seraient des alicaments naturels : c'est le principe de l'herboristerie et de la phytothérapie, deux sous-disciplines de la pharmacie impliquant une formation et une réglementation strictes[précision nécessaire].
Mais outre la notion d'« ingrédient santé », il existe une seconde définition de l'alicament. L'alicament serait un aliment « totum » doté d'une allégation scientifique globale reconnue par un organisme officiel de sécurité alimentaire ou sanitaire. Ainsi l'AFSSA (Agence française de sécurité sanitaire des aliments) a reconnu en 2004 l'allégation concernant les effets bénéfiques du jus de canneberge sur les infections urinaires, avis qui a été depuis contredit en 2009 par
l'AESA, qui, dans le cadre de la révision de toutes les allégations de santé (Règlement 1924/2006), a jugé que les études fournies n'étaient pas suffisantes pour étayer les allégations de santé concernant les infections urinaires pour les produits de l'entreprise Ocean Spray (Ocean Spray cranberry drinks et Cranberries séchées et sucrées Craisins) portions contenant typiquement 80 mg de proanthocyanidine[précision nécessaire],.
L'ail et son principal principe actif : l'allicine, et ses éléments soufrés sont aussi censés faciliter grandement la respiration chez les asthmatiques grâce à leurs propriétés mucolytiques (permettant de fluidifier le mucus) et mucocynétiques (permettant d'expectorer le mucus)[réf. nécessaire].
À titre d'illustration, Richard Béliveau cite :
- le chou de Bruxelles, le brocoli, les choux ou le chou-fleur ;
- l'oignon ou échalote ;
- les épinards ou le cresson ;
- le soja ;
- les bleuets, framboises ou mûres ;
- les agrumes ;
- le raisin ;
- la tomate ;
- le curcuma ;
- l'huile de lin fraichement moulue ;
- le poivre noir ;
- le thé vert ;
- le chocolat noir ;
- l'ail ;
- le vin rouge ;
- le lait de chamelle

Aucun de ces aliments n'a cependant de propriétés comparables à un réel médicament pharmaceutique : la production et la vente de végétaux ayant des effets puissants sur l'organisme est d'ailleurs étroitement réglementée et surveillée en Europe, pour éviter les cas d'intoxication à la suite d'une auto-médication amateure.

## Critiques et pertinence des allégations nutritionnelles et de santé
Le marketing agroalimentaire fait passer de nombreux aliments en alicaments, en utilisant des allégations nutritionnelles et de santé et des néologismes issus directement du marketing[réf. souhaitée], qui posent des problèmes éthiques et commerciaux, considérés par le docteur Laurent Chevallier comme relevant souvent de l'escroquerie et dont la pertinence est questionnée.
Si de nombreux aliments peuvent apporter à l'organisme des éléments utiles à son bon fonctionnement, les propriétés des alicaments sont régulièrement exagérées par leurs promoteurs, et aucun de ces aliments n'a d'effets comparables à ceux d'un vrai médicament (ce qui est heureux, car cela le rendrait aussi dangereux en cas de mauvaise utilisation)[réf. nécessaire]. Selon le docteur Daniel Rigaud, cardiologue et spécialiste en nutrition, sur le plan médical, il n'existe aucun aliment, naturel ou retravaillé, qui, « pris isolément, aurait une action thérapeutique sur l'évolution ou la survenue d'une maladie », même si certains aliments (et surtout une alimentation saine et variée) peuvent « participer à la prévention ou au traitement de certaines maladies » (comme le sel iodé pour prévenir les affections thyroïdiennes).
En 2002, l'étude SU.VI.MAX, menée pendant 8 ans sur 13 000 patients, a conclu à une efficacité négligeable de deux types de compléments alimentaires (vitamines et minéraux antioxydants) sur trois paramètres médicaux majeurs (risque de cancer, de maladie cardiovasculaire ischémique ou de mortalité globale).
Dans ces cas, la notion d'alicament est essentiellement un artefact de marketing de promotion d'aliments, régimes, stages ou livres de diététique pas toujours sérieux.
Le docteur Laurent Chevallier, dans une tribune au Point, rappelle que ce n'est pas parce qu'un aliment industriel contient une molécule bénéfique (souvent en dose infinitésimale) qu'il est bénéfique dans son ensemble : l'ajout d'une molécule présentée comme bénéfique est surtout un argument pour mieux vendre un aliment par ailleurs ultratransformé et globalement nocif pour l'organisme. « Il est ahurissant de laisser encore certaines grandes entreprises agro-alimentaires s'autoproclamer défenseurs de la santé des consommateurs à des fins purement mercantiles » dit-il.
Les alicaments ne sont pas sans risque : l'observation du marché américain ou japonais montre que « vitamines et minéraux sont principalement introduits dans des aliments inutiles sur un plan nutritionnel (bonbons, chewing-gum et entremets), au risque de favoriser leur consommation aux dépens des produits frais. Déjà, une étude réalisée par l'American Institute for Cancer Research indique que 60 % de la population préfère prendre des vitamines plutôt que d'amender son alimentation ».

## Réglementation
La communication d'allégations de santé doit prendre en compte le droit des consommateurs de manger en toute sécurité, et de pouvoir cultiver leur santé en se basant sur des messages nutritionnels fiables, reste un grand défi scientifique. Elles « doivent être basé[e]s sur des preuves fondées, objectives et appropriées après analyse de l'entièreté des données disponibles » et pas simplement de celles émanant des laboratoires des entreprises mettant sur le marché ces aliments fonctionnels. De plus, ces preuves doivent être sous-tendues « par des éléments convergents conformes aux exigences scientifiques en vigueur et plausibles en termes de mécanisme ». Enfin, cette information nutritionnelle est rendue souvent chaotique aux yeux des consommateurs, en raison de la multiplicité des sources qui véhiculent des messages contradictoires (scientifiques, industrie agroalimentaire, autorités publiques, médias, organisations de consommateurs…).
La notion d'alicament n'est pas reconnue par les pouvoirs publics, et la plupart des grandes marques comme Danone évitent de l'utiliser pour ne pas tomber sous le coup de la loi pour allégation médicale frauduleuse : ils préfèrent par exemple utiliser la formule encore plus floue de « produits-santé ».

### En Europe
Au niveau européen, la directive 79/112/CEE interdit toute allégation relative à la maladie dans l'étiquetage ou la publicité des denrées alimentaires. La Commission Européenne a également rendu un épais rapport interdisant un certain nombre d'« allégations santé » frauduleuses.
En France, la direction générale de la Concurrence, de la Consommation et de la Répression des fraudes (DGCCRF) est chargée en France de la réglementation concernant la communication sur l'impact sanitaire de certaines denrées alimentaires, et relève de nombreuses fraudes chaque année. Celle-ci a alerté en 2021 sur les « allégations de santé non autorisées » concernant la « détox », qui ne correspond à aucun phénomène médical objectif et n'a fait l'objet d'aucune étude sérieuse concernant les produits qui s'en réclament (au même titre que d'autres intitulés pseudo-médicaux comme « superfruit »).

### Au Canada
Au Québec existe la notion pas beaucoup plus claire d'« aliment fonctionnel ».